# الساحل الغربي (غامبيا)
منطقة الساحل الغربي (بالإنجليزية:  West Coast Division)‏ التي كانت في الأصل القسم الغربي، والمعروف أيضًا باسم فوني أو فونيي، هي أحد الأقسام الإدارية الخمسة في غامبيا، عاصمته بريكاما. أعيد تنظيمه لاحقًا ليصبح منطقة الحكومة المحلية في بريكاما (LGA)، دون أي تغيير في المنطقة المشمولة.
حسب إحصاء عام 2013، بلغ عدد سكان المنطقة 699704 نسمة وبكثافة سكانية 397. بلغ العدد الإجمالي للأسر 45396 اعتبارًا من عام 2003. اعتبارًا من عام 2003، تبلغ المساحة الإجمالية للمنطقة 1764.3 كيلومتر مربع. وبلغ معدل وفيات الرضع 71 لكل ألف مولود ونسبة وفيات الأطفال دون سن الخامسة 93 لكل ألف مولود. وبلغت نسبة فجوة الفقر 22.4 في المائة ومعدل الإلمام بالقراءة والكتابة 69.7 في المائة في عام 2003.

## التقسيم الإداري

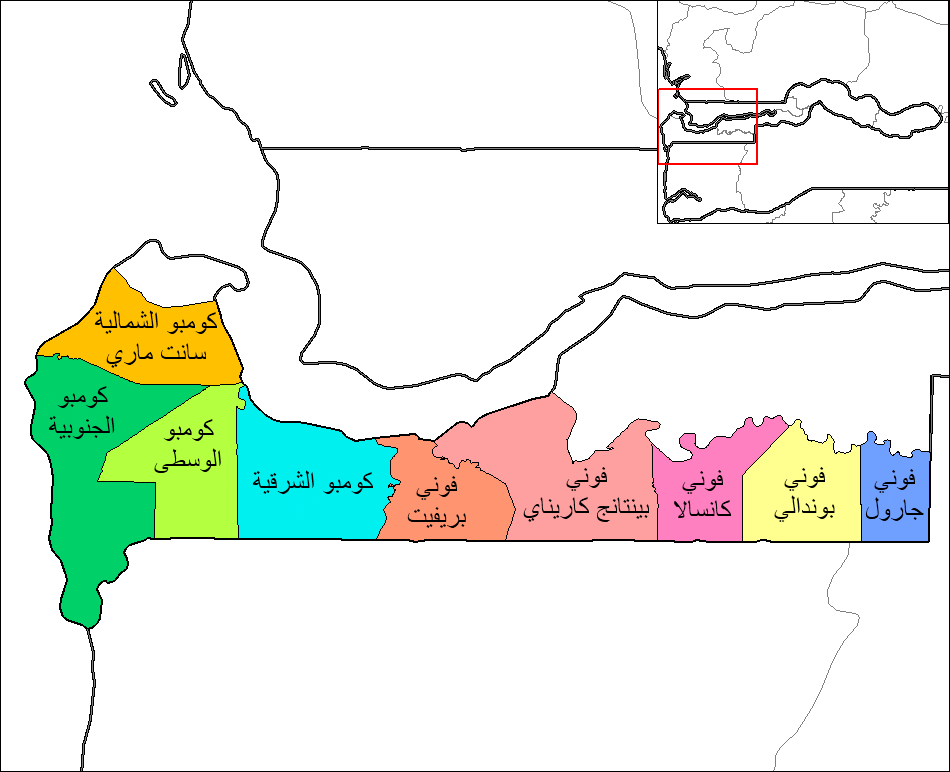
خريطة مناطق قسم الساحل الغربي

تقسم المنطقة ل9 مناطق هي:
- فوني بينتانج كاريناي
- فوني بندالي
- فوني بريفيت
- فوني جارول
- فوني كانسالا
- كومبو سنترال
- كومبو إيست
- كومبو الشمالية/سانت ماري
- كومبو الجنوبية